# Kerncentrale Belene
Kerncentrale Belene (Атомна електроцентрала „Белене“) is een kerncentrale in aanbouw en ligt in Bulgarije bij Belene (Белене) aan een zijarm van de rivier de Donau, dicht bij de Roemeense grens.
In 1987 werd de fundering gelegd voor een kerncentrale. De centrale zou twee drukwaterreactors (PWR) krijgen van het type VVER-1000 (AES-92). Eigenaar van de centrale is het staatsbedrijf Natsionalna Elektricheska Kompania EAD (NEK), een dochtermaatschappij van Bulgaria Energy Holdings (BEH).
Dit aanbouwproject is meerdere malen gestart en gestopt, maar ligt nu sinds 2012 definitief stil.
| Reactorblok | Reactortype         | Vermogen | Begin bouw | Inbedrijfname | Stillegging |
| ----------- | ------------------- | -------- | ---------- | ------------- | ----------- |
| Belene-1    | PWR VVER-1000/V-466 | 1000 MW  | 1987       | -             | 2012        |
| Belene-2    | PWR VVER-1000/V-466 | 1000 MW  | 1987       | -             | 2012        |

## Referendum
Op 27 februari 2013 was er een door de oppositie geïnitieerd referendum voor voltooiing van deze centrale. Hoewel de meerderheid van de stemmen voor opening was, was de opkomst te laag voor een geldig referendum.

## Zie ook

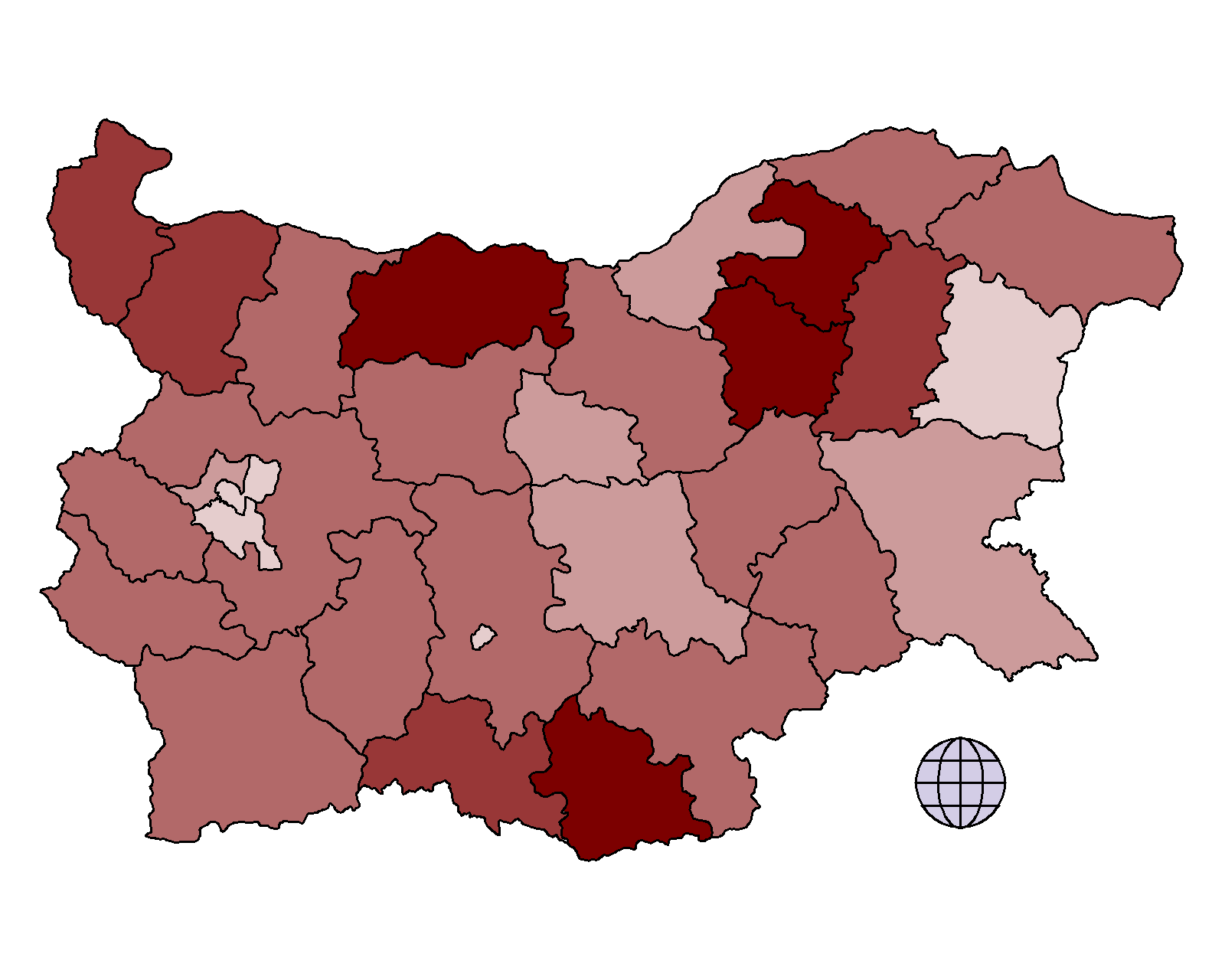
uitslag referendum opening kerncentrale Belene, 27 januari 2013
>70% "voor"
65-70% "voor"
60-65% "voor"
55-60% "voor"
50-55% "voor"
45-50% "voor"